# 阿伊 (厄尔省)
阿伊（法語：Ailly，法語發音：[aji]）是法国厄尔省的一个市镇，位于该省中部偏东北，属于莱桑德利区。

## 地理
阿伊（49°9'39"N, 1°14'48"E）面积15.55 平方千米，位于法国诺曼底大区厄尔省，该省份为法国北部内陆省份，北起滨海塞纳省，西接奧恩省和卡爾瓦多斯省，南至厄尔-卢瓦省，东临瓦兹省、瓦兹河谷省和伊夫林省。
与阿伊接壤的市镇（或旧市镇、城区）包括：阿基尼、克莱瓦莱德尔、方丹贝朗热、厄尔河畔厄德勒维尔、圣于连德拉列格。

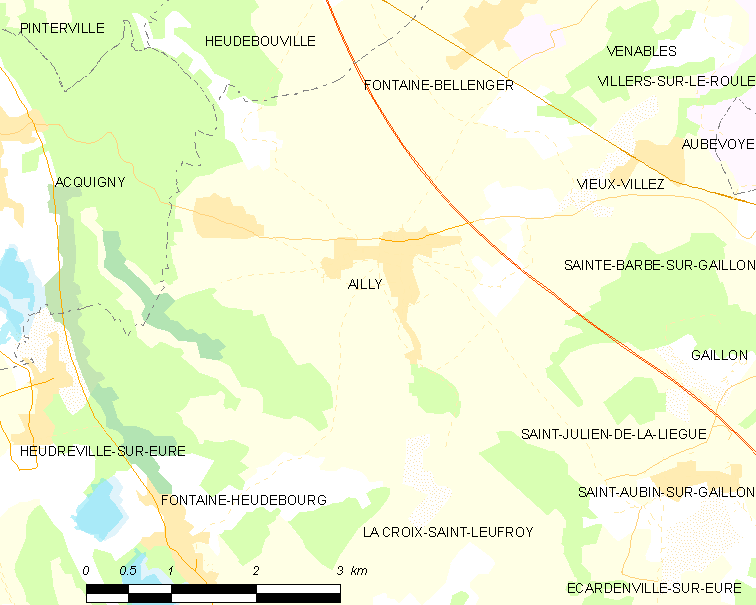
的OSM定位图

阿伊的时区为UTC+01:00、UTC+02:00（夏令时）。

## 行政
阿伊的邮政编码为27600，INSEE市镇编码为27005。

## 政治
阿伊所属的省级选区为加永县。

## 人口

1962-2008年间人口变化图示

阿伊于2022年1月1日时的人口数量为1230人。